# Куйбышевское (Калининградская область)
Куйбышевское — посёлок в Гвардейском городском округе Калининградской области. Входит в состав Зоринского сельского поселения.

## Население
| 2002 | 2010 |
| ---- | ---- |
| 232  | ↘223 |

## История
В 1368 году в Петерсдорфе (Petersdorf) была построена кирха. Кирха не пострадала во Вторую Мировую войну (ныне в руинах). 

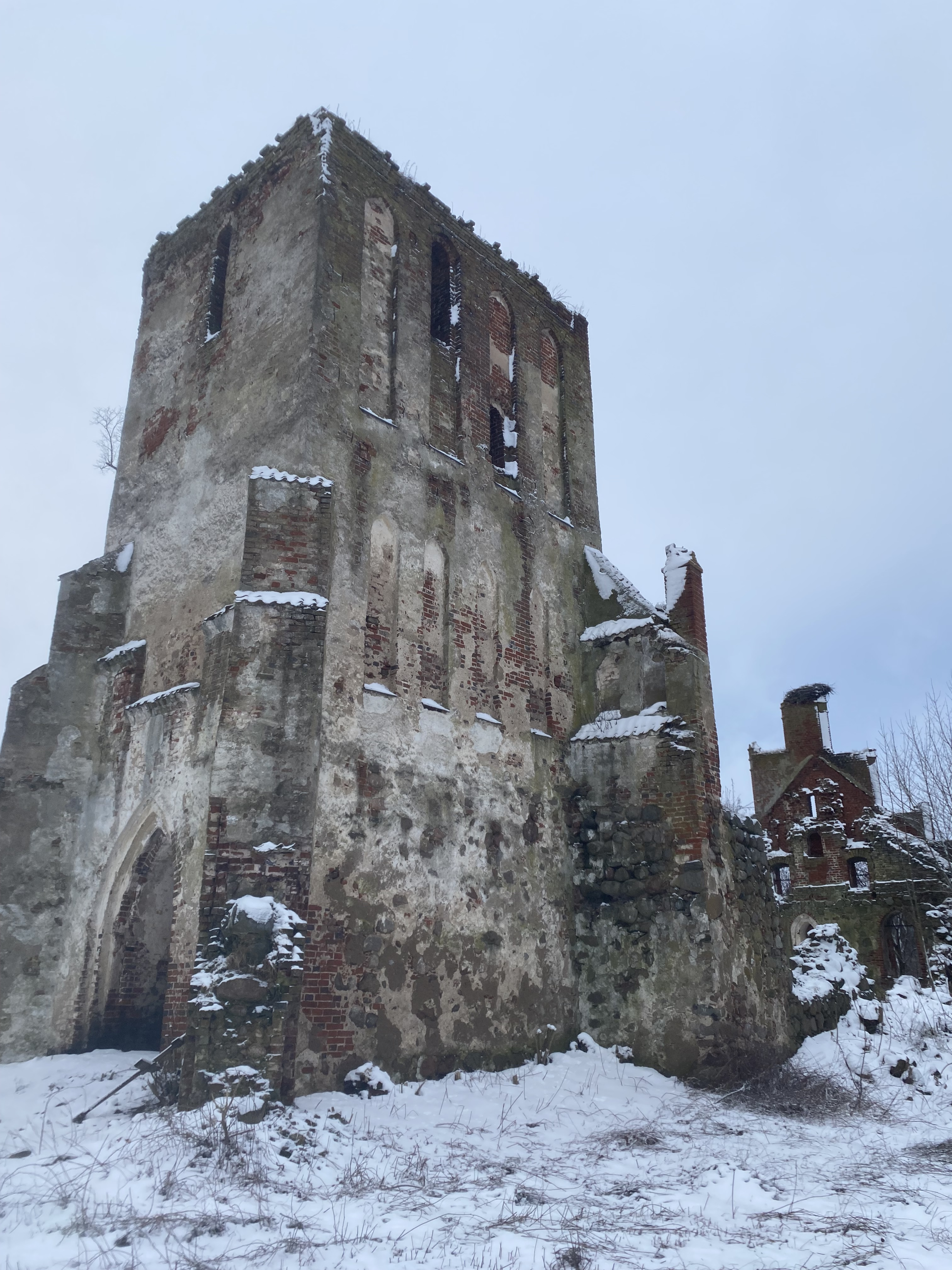
2025 г.

Церковный архив кирхи находится в фондах Библиотеки семейной истории в Солт-Лейк-Сити (штат Юта, США).
В 1946 году Петерсдорф был переименован в Куйбышевское.

## Объекты культурного наследия

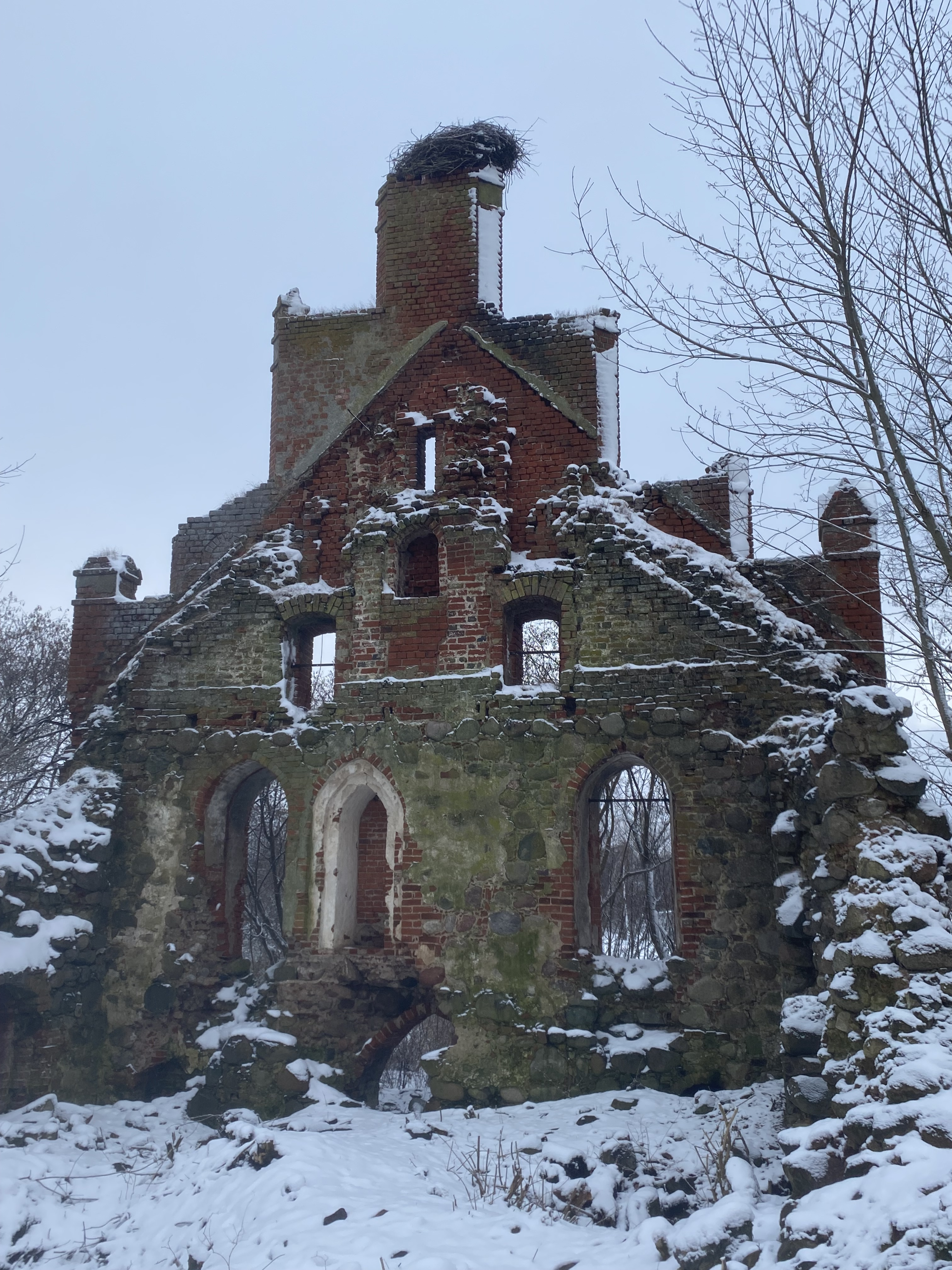
Руины кирхи(2025 г.)
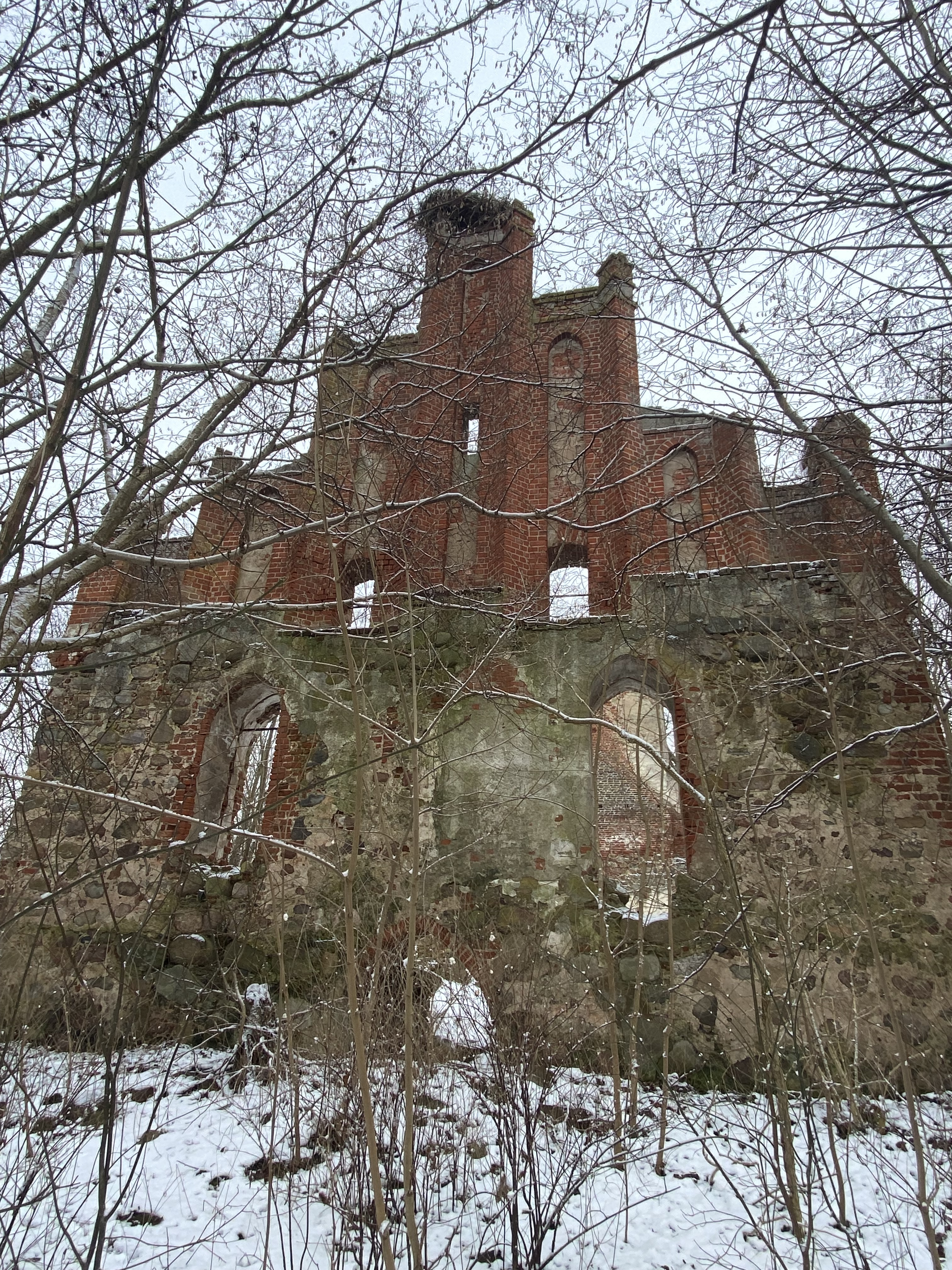
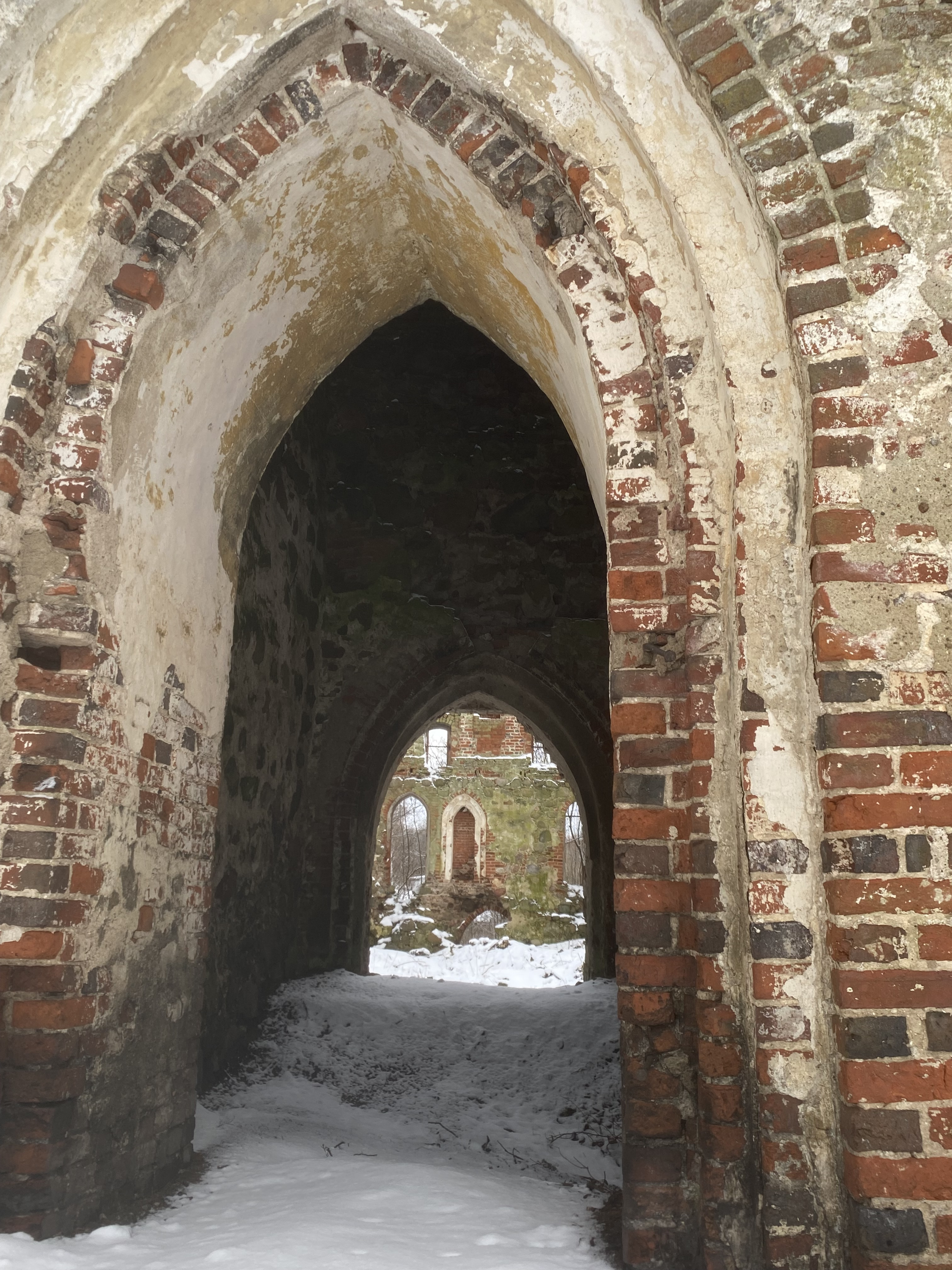
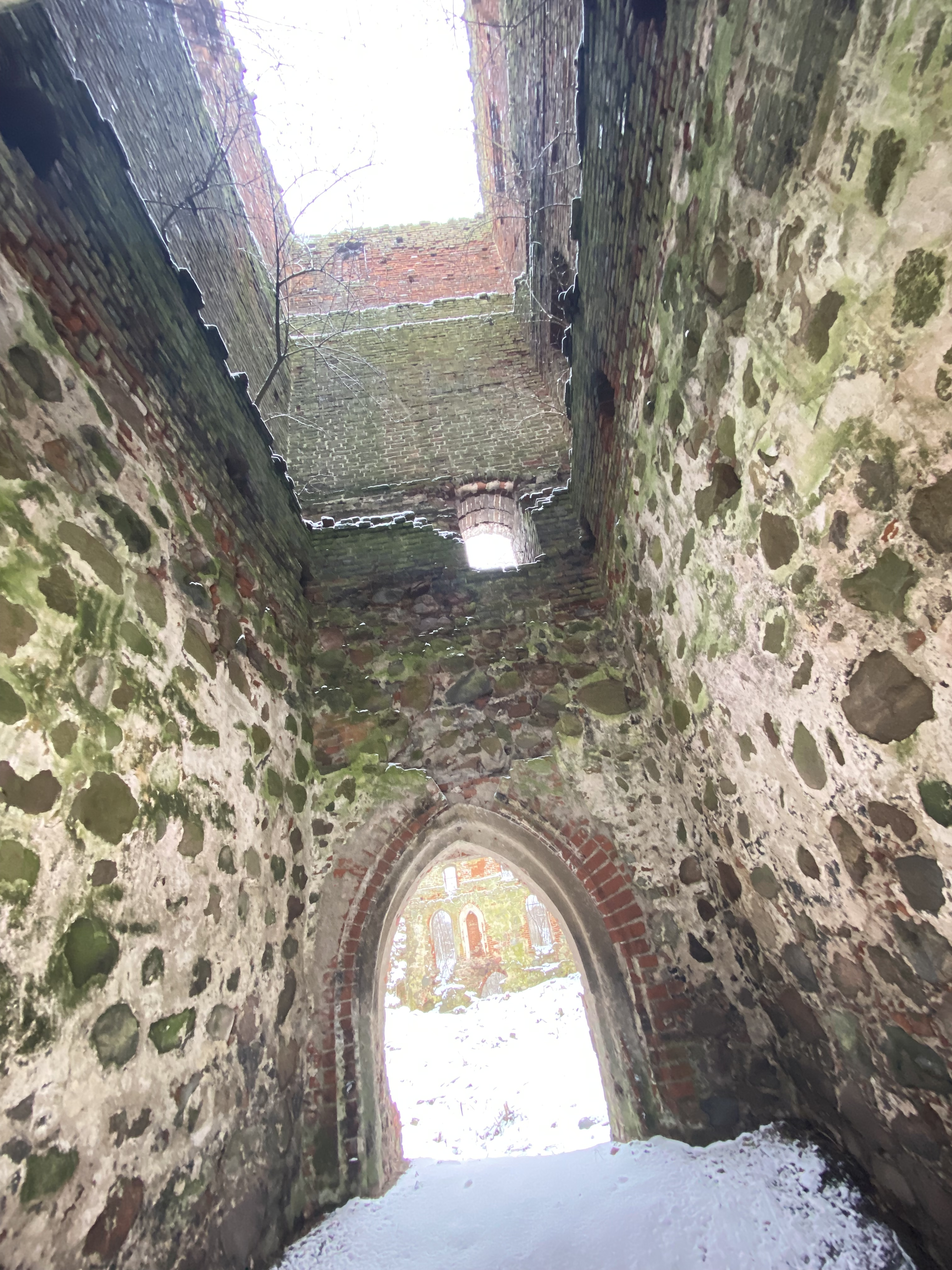
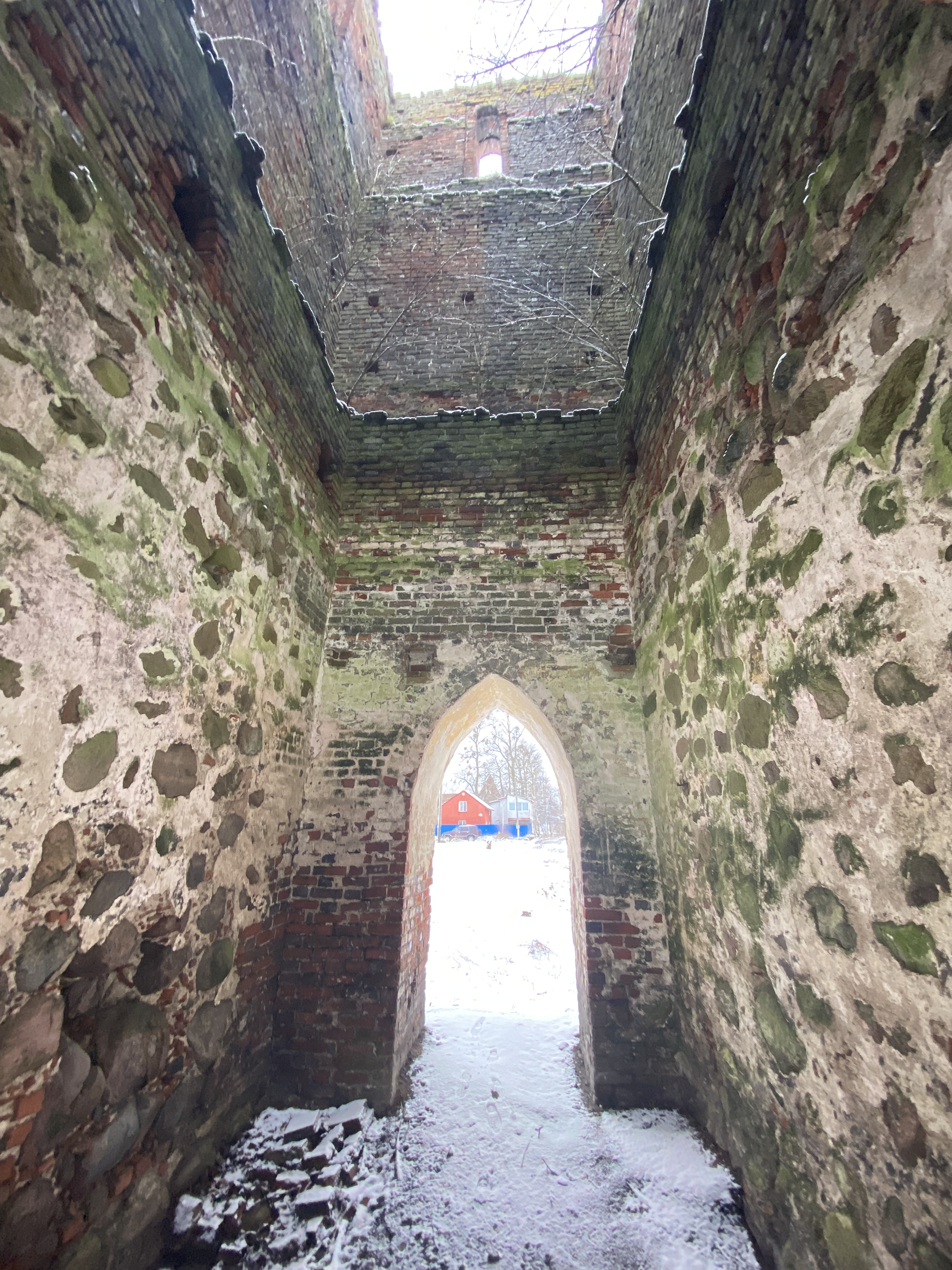
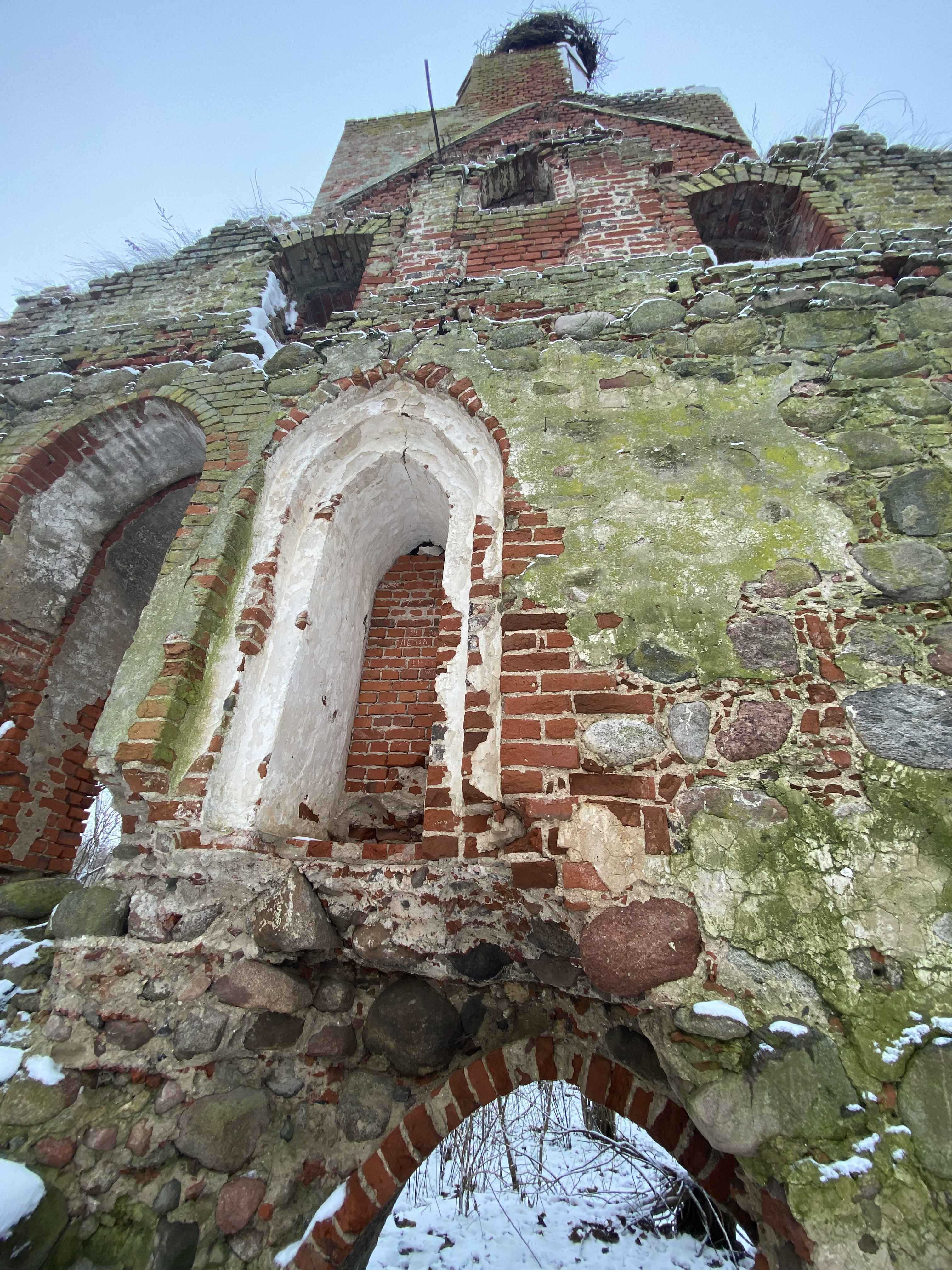
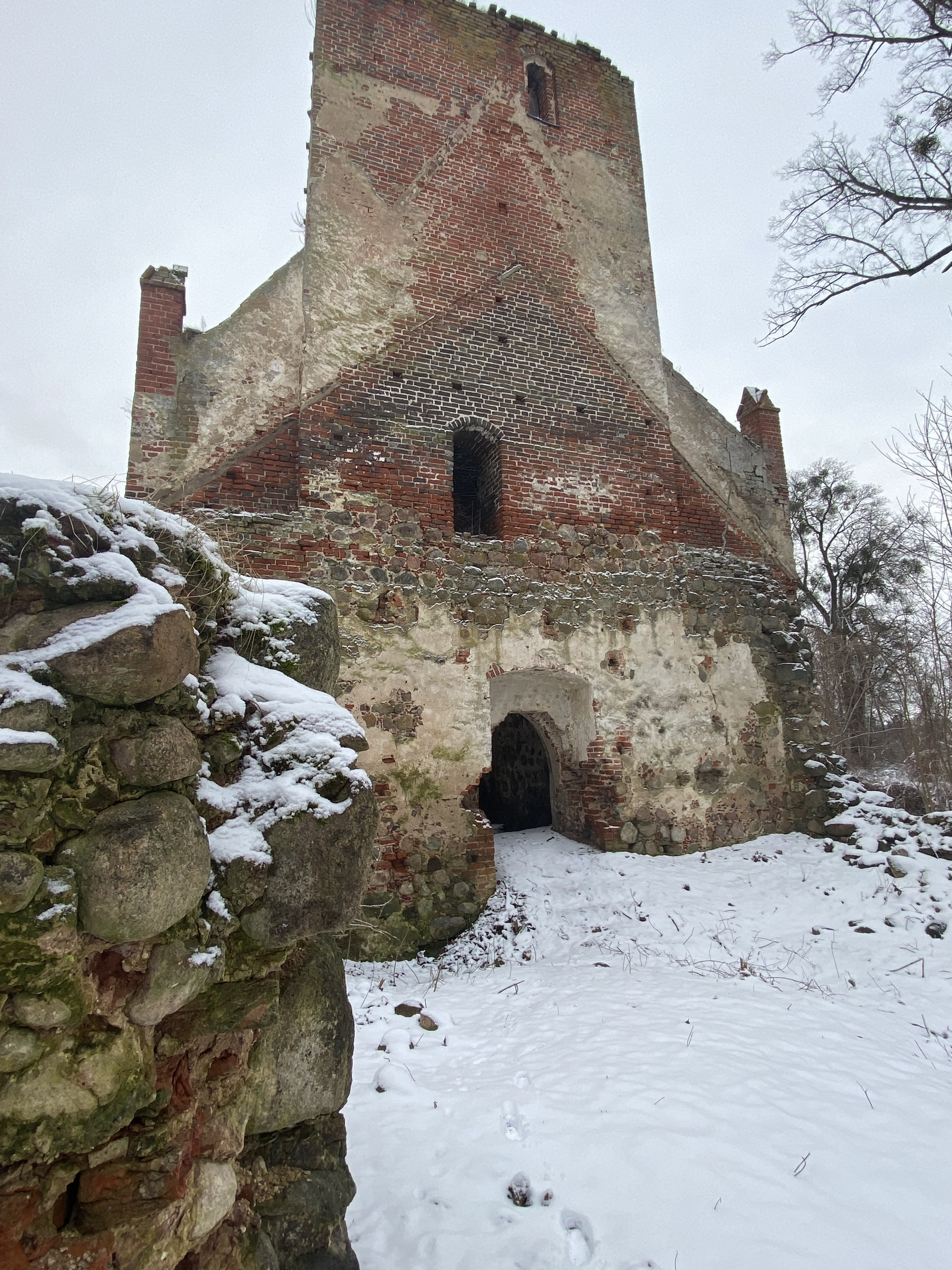
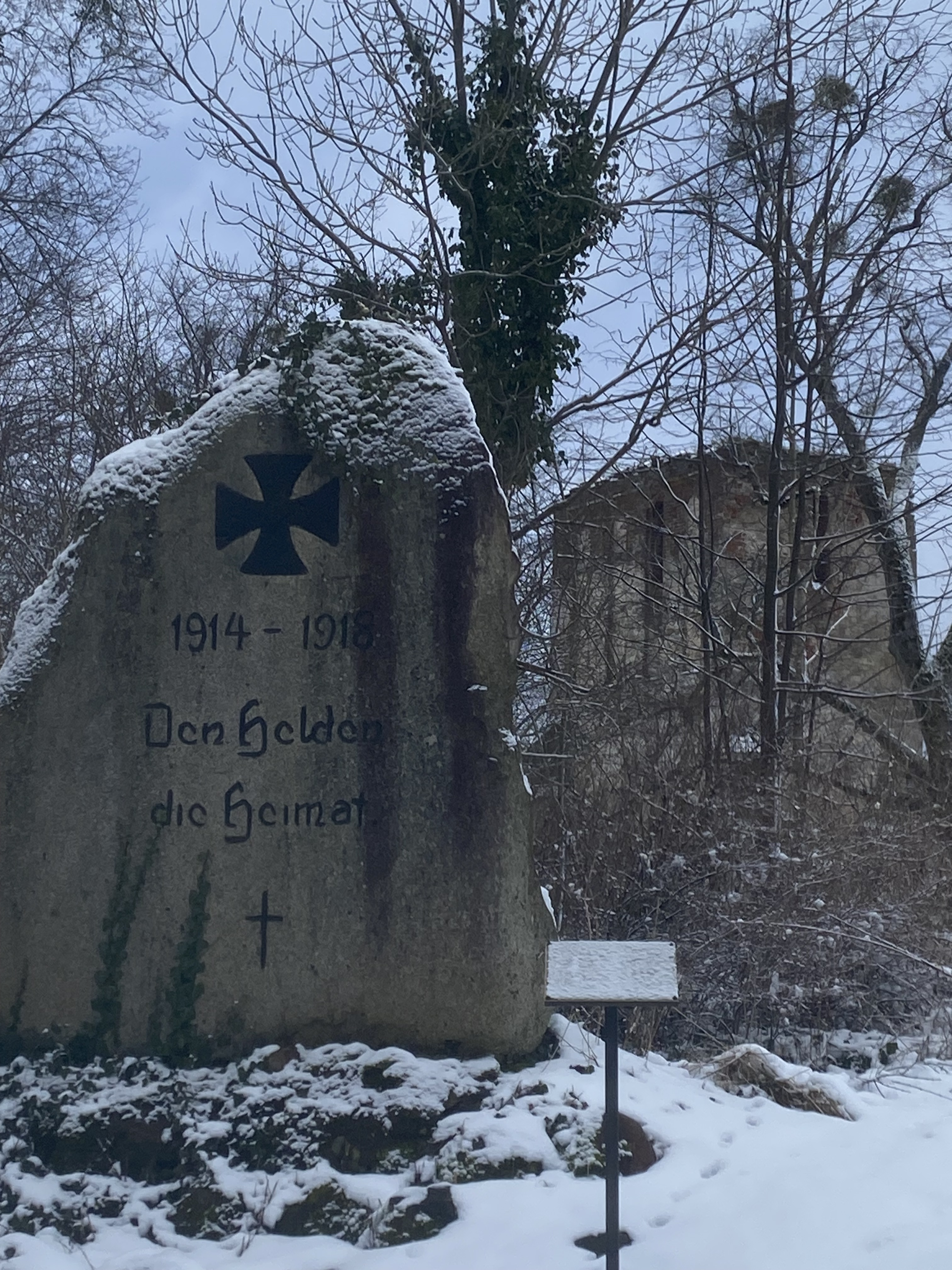
Памятник погибшим в годы Первой Мировой войны 1914-1918гг. первой четверти XXв.д.